# 1740.
1740. je peto desetletje v 18. stoletju med letoma 1740 in 1749. 